# كأس أوكرانيا 1995–96
كأس أوكرانيا 1995–96 (بالأوكرانية: Кубок України з футболу 1995—1996)‏ هو الموسم 5 من كأس أوكرانيا. أقيم خلال الفترة 1 أغسطس 1995 وحتى 26 مايو 1996، وأشرف على تنظيمه اتحاد أوكرانيا لكرة القدم، وكان عدد الأندية المشاركة فيه 110، وفاز فيه دينامو كييف.